# Tibiran-Jaunac
Tibiran-Jaunac è un comune francese di 268 abitanti situato nel dipartimento degli Alti Pirenei nella regione dell'Occitania.

## Società

### Evoluzione demografica
Abitanti censiti